# Ghetto de Kolozsvár

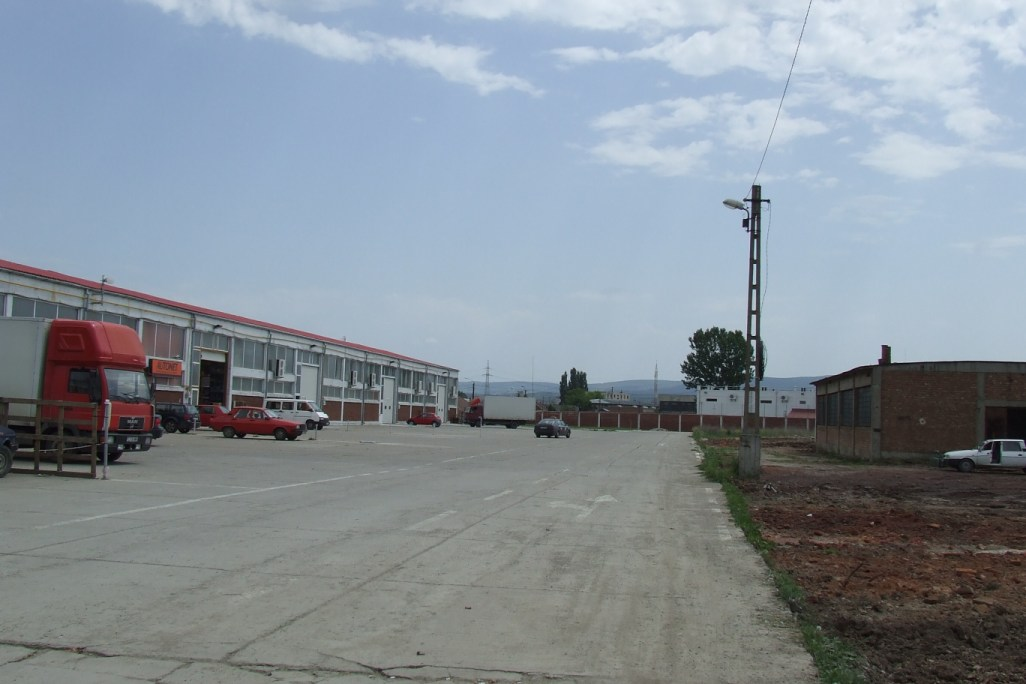
Aspect actuel du site du ghetto (2007).

Le ghetto de Kolozsvár est l'un des ghettos juifs peu connus de la Seconde Guerre mondiale. Il fut organisé à Kolozsvár en Hongrie (aujourd'hui Cluj-Napoca en Roumanie) à la suite de l’invasion de la Hongrie par les forces de l’Axe.
Le rassemblement de 18 000 juifs dans un ghetto commença à Kolozsvár le 3 mai 1944 sous le contrôle des autorités et de la police hongroises,, sur ordre de Ferenc Szálasi avec l'appui d'escadrons de la SS allemande dont Dieter Wisliceny. Ce gouvernement fit également exécuter, en vertu de la loi martiale, les Roms de Kolozsvár.
Le commandement Eichmann demande au judenrat de Kolozsvár de désigner les juifs qui doivent monter en premier dans les trains. Le processus de prise de décision déchire les membres du conseil. La déportation des Juifs vers Auschwitz de s'échelonna en six tranches, du 25 mai 1944 au 9 juin 1944 : il y eut moins de mille survivants,. Parmi les survivants, 388 le furent car ils furent sélectionnés pour intégrer le train Kastner et gagner la Suisse : selon Hansi Brand, le choix s'est fait en fonction de l'état de santé des gens ; ont aussi été choisis les intellectuels, les réfugiés les plus en danger, les sionistes.